# Scaphyglottis limonensis
Scaphyglottis limonensis är en orkidéart som beskrevs av Bryan Roger Adams. Scaphyglottis limonensis ingår i släktet Scaphyglottis och familjen orkidéer.
Artens utbredningsområde är Costa Rica. Inga underarter finns listade i Catalogue of Life.